# Mind:state
Mind:state — проект из шведской Уппсалы Per Holmström. Под влиянием электромузыки групп Front 242, Assemblage 23, KMFDM метал-групп таких, как Tiamat и Darkseed, Per Holmström создаёт электронную музыку на грани Futurepop и тёмного industrial.

## История
Группа основана в 1999 году. Per Holmström выпускает первое демо с названием Forward. Однако, только через 8 лет появляется его первый студийный альбом Decayed, rebuilt на лейбле Alfa Matrix. Альбом, несмотря на разноплановые отзывы, оказался весьма популярным в Германии, где находился в Deutsche Alternative Charts 6 недель, достигнув 4 позиции.

## Live-составы

### Текущий состав
With an ever changing line up for live play, the current line up consists of:
- Per Holmström — вокал
- Marcus Liverholm — клавиши
- Mathias Fogelström — барабаны

### Бывшие live-участники
- Jonas Klåvus — клавиши (2004)
- Eric Klinga — клавиши (2004—2005)

## Дискография

### Альбомы
- Decayed, rebuilt (Alfa Matrix, 2007)

### EP
- BBBC2x (Alfa Matrix, 2006)

### Сборники
- Cyberl@b 5.0 (Alfa Matrix, 2005)
- Cryonica Tanz 4.0 (Cryonica Music, 2005)
- Re:connected [2.0] (Alfa Matrix, 2006)
- Fxxk The Mainstream vol. 1 (Alfa Matrix, 2007)